# Орешки (Смоленская область)
Орешки — деревня в Вяземском районе Смоленской области России. Входит в состав Российского сельского поселения. Население — 3 жителя (2007). 
Расположена в восточной части области в 16 км к юго-западу от Вязьмы, в 3 км южнее автодороги М1 «Беларусь». В 2 км южнее деревни расположена железнодорожная станция Семлёво на линии Москва — Минск. 

## История
В годы Великой Отечественной войны деревня была оккупирована гитлеровскими войсками в октябре 1941 года, освобождена в марте 1943 года. 